# Quarter pipe

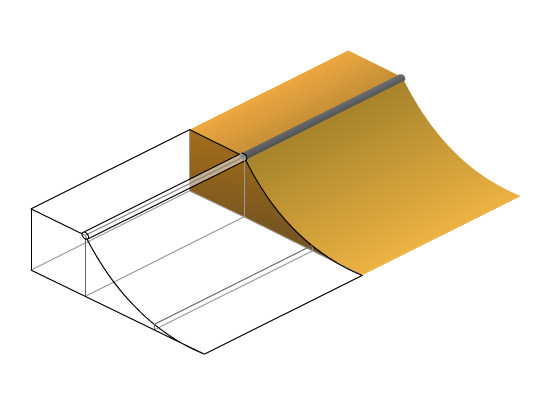
Projeto de uma Quarter pipe

Uma Quarter pipe é um tipo de rampa usada em esportes extremos a qual lembra um quarto de tubo. São geralmente encontradas em pistas de skate e no snowboarding, embora possa ser encontrada em outros locais da arquitetura moderna.